# Porte Pouchet
La porte Pouchet est une petite porte de Paris située dans le 17e arrondissement.

## Situation et accès
La porte Pouchet se trouve à 600 m à l'est de la porte de Clichy et 300 m à l'ouest de la porte de Saint-Ouen. Elle est située sur le boulevard Bessières dans le prolongement de la rue Pouchet.
La porte Pouchet n'a pas d'accès au boulevard périphérique de Paris. Dans les années 1960, un échangeur avec l'autoroute A15 était prévu mais le tronçon autoroutier jusqu'au pont de Gennevilliers ne fut jamais construit. 
Elle est desservie par la ligne 3b du tramway d'Île-de-France (station Épinettes-Pouchet).

## Historique

### Le GPRU Porte Pouchet
Le quartier est classé en zone urbaine sensible, avant d'être intégré dans un nouveau quartier prioritaire avec la porte de Saint-Ouen, soit 3 300 habitants. En 2003, la mairie de Paris décide de lancer un grand projet de réurbanisation. Le quartier devient alors un grand projet de renouvellement urbain (GPRU).
Buts du projet :
- désenclaver le secteur, situé entre le boulevard périphérique et le boulevard des Maréchaux ;
- réduire les nuisances de la circulation aux alentours ;
- améliorer l’image et la qualité de vie de l’ensemble du quartier.

La fourrière installée sous le boulevard périphérique relocalisée, il est créé en 2019-2020 une place publique reliant les quartiers de Paris à Saint-Ouen et Clichy.

## Équipements
- Le centre sportif Max-Rousié y est établi.
- L'École nationale de commerce et l'école 42 y sont implantées.
- Le garage Pouchet des transports Automobiles municipaux de la mairie de Paris et la brigade des sapeurs pompiers de Paris est implanté sous le stade Max Rouxié.
- Jardin Hans-et-Sophie-Scholl (ouvert en 2020) situé sur la place Pouchet (ouverte en 2019)